# Кејси Делаква
Кејси Делаква (енгл. Casey Dellacqua; Перт, 11. фебруар 1985) професионална је тенисерка из Аустралије. Након Отвореног првенства Аустралије постала је најбоље рангирана аустралијска тенисерка на ВТА листи. Тренутно заузима 49. место у појединачној и 22. место у конкуренцији женских парова.

## Приватни живот
Њен отац, Ким, ирског је порекла, а њена мајка, Нита, италијанског. Има брата Бена и сестру Брук.
Њен омиљени филм је Прљави плес, а глумац Бред Пит. Почела је да игра тенис са седам година, а узор јој је аустралијска тенисерка Маргарет Корт.
У августу 2013. године, њена партнерка Аманда Џад родила је дете, дечака по имену Блејк Бенџамин. Најавила је, 27. априла 2016. године, рођење своје ћерке, а 12. марта 2019. године пожелела је Џеси Џејмс Џад добродошлицу у свет.

## Каријера

### 2003.
Кејси Делаква добила је „вајлд“ карту за учешће на првом гренд слем турниру сезоне, Отвореном првенству Аустралије. Међутим, у првом колу ју је победила словеначка тенисерка Маја Матевжич. Иако је Делаква освојила први сет, Матевжич је успела да освоји још два и тако победи са 6(6)-7, 2-6, 6-2. Делаква се такмичила на том истом турниру у јуниорској конкуренцији, и са Аустралијанком Адријаном Шили освојила турнир у конкуренцији парова јуниорки.

### 2006.
Добивши „вајлд“ карту за Отворено првенство Аустралије, Кејси Делаква је играла само на првом гренд слем турнир у сезони: на остала три није успела да се квалификује. Иако је домаћа публика очекивала више од ње, Делаква је већ у првом колу изгубила од Линдси Давенпорт. Покушала је да се квалификује на преостала три гренд слем турнира, али није успела.
Године 2006. освојила је два појединачна турнира и три у конкуренцији женских парова које организује Међународна тениска федерација (ИТФ).

### 2007.
Делаква је добила „вајлд“ карту за Отворено првенство Аустралије, али ју је већ у првом колу поразила словеначка тенисерка Катарина Среботник. Такође није успела да оствари ниједну победу на Ролан Гаросу и Вимблдону, али је победила у свим мечевима на квалификационим турнирима.
Пласирала се у друго коло на Отвореном првенству Сједињених Држава. У првом колу је у два сета савладала Јарославу Шведову. У другом колу изгубила је од Марије Шарапове.

### 2009.
Кејси Делаква започеће сезону 2009. године играјући за Аустралију на Хопман купу, заједно са Лејтоном Хјуитом. Њих двоје биће трећи носиоци. Након тога, Делаква планира да игра на турниру у Сиднеју и на Отвореном првенству Аустралије.

## Опрема
Кејси Делаква носи опрему марке Nike и користи рекет марке Head.

## Гренд слем финала (1)

### Женски парови (1)

#### Порази (1)
| Година | Турнир                       | Партнерка          | Противнице у финалу                           | Резултат      |
| 2008.  | Отворено првенство Француске | Франческа Скјавоне | Анабел Медина Гаригес Вирхинија Руано Паскуал | 6-2, 5-7, 4-6 |

## Резултати на гренд слем турнирима

### Појединачно
| Гренд слем турнири            |     |     |     |     |     |     |      |
| Отворено првенство Аустралије | 1.  | 1.  | 1.  | 1.  | 1.  | 4.  | 3–6  |
| Отворено првенство Француске  | Н   | Н   | Н   | Н   | 1.  | 3.  | 2–2  |
| Вимблдон                      | Н   | Н   | Н   | Н   | 1.  | 3.  | 2–2  |
| Отворено првенство САД        | Н   | Н   | Н   | Н   | 2.  | 1.  | 1–2  |
| Победе-порази                 | 0–1 | 0–1 | 0–1 | 0–1 | 1–4 | 7–4 | 8–12 |

### Женски парови
| Гренд слем турнири            |     |     |     |     |     |     |       |
| Отворено првенство Аустралије | 2.  | 2.  | 1.  | 2.  | 1.  | 1.  | 3–6   |
| Отворено првенство Француске  | Н   | Н   | Н   | Н   | Н   | Ф   | 5–1   |
| Вимблдон                      | Н   | Н   | Н   | Н   | Н   | ПФ  | 4–1   |
| Отворено првенство САД        | Н   | 1.  | Н   | Н   | 2.  | 1.  | 2–2   |
| Победе-порази                 | 1–1 | 1–2 | 0–1 | 1–1 | 1–2 | 9–4 | 13–11 |